# Lorne Lofsky

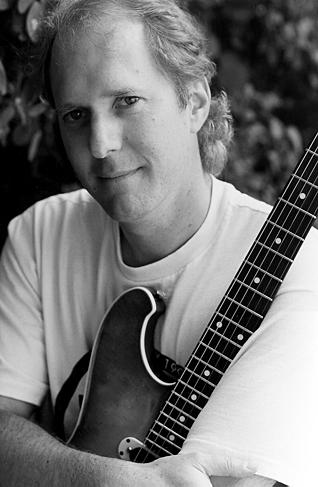
Lorne Lofsky

Lorne Lofsky (* 10. Mai 1954 in Toronto) ist ein kanadischer Jazzmusiker (Gitarre, Komposition).

## Leben und Wirken
Lofsky wuchs im Raum Toronto auf. Er begann mit 13 Jahren Gitarre zu lernen und spielte zunächst in Rockbands; die Entdeckung von Miles Davis’ klassischem Album Kind of Blue bewirkte die Hinwendung zum Jazz. 1974 und 1975 studierte er an der York University bei John Gittins und Bob Witmer Jazzmusik. 1984 nahm er Unterricht bei Lee Konitz.
Während des Studiums trat er in George’s Spaghetti House auf, wo ihn Jerry Toth förderte. Auch begleitete er durchreisende Musiker wie Chet Baker, Pepper Adams, Bob Brookmeyer oder Carl Fontana. Oscar Peterson, der mit ihm in den frühen 1980er Jahren gelegentlich auftrat, produzierte Lofskys Debütalbum It Could Happen to You (1981).
1983 unternahm Lofsky mit Pat LaBarbera eine Tournee entlang der Ostküste Kanadas. Bis 1991 unterhielt er acht Jahre ein Quartett mit Gitarrenkollege Ed Bickert, das Aufnahmen für das Concord-Label machte.
Weiterhin bildete Lofsky ein Quartett mit dem Saxophonisten Kirk MacDonald, das gleichfalls national auftrat und mehrere Alben vorlegte. In den 1990er Jahren folgten Alben mit eigenem Trio, zu dem der Bassist Kieran Overs gehörte, der auf eigenen Alben auch Kompositionen von Lofsky interpretierte. Zwischen 1994 und 1996 gehörte er zum Quartett von Oscar Peterson, mit dem er weltweit tourte und mehrere Alben einspielte. Er nahm auch mit Johnny Hartman, Kenny Wheeler, Rob McConnell, Joe Sullivan, Duncan Hopkins und mit Guido Basso/Joey DeFrancesco auf.
Lofsky gab in Kanada Kurse für Jazzgitarre und Improvisation und lehrte mehrere Jahre lang an der Fakultät der University of Toronto bzw. der York University.